# هجمات غزة 9 يوليو 2024
تشير هجمات غزّة في 9 يوليو 2024 إلى سلسلة من الهجمات المنسّقة التي شنّتها قوات الجيش الإسرائيلي في مدينة غزة ودير البلح، ممّا أدّى إلى مقتل ما لا يقلّ عن 50 فلسطينيًا وإصابة ما لا يقلّ عن 80 آخرين وفقًا لما ذكرته وزارة الصّحة في غزّة.

## خلفية
في يوليو 2024، واصل الجيش الإسرائيلي التوغّل في عدّة مناطق في مدينة غزّة ووسع المواجهات العنيفة فيها في أعقاب تقارير استخباراتية إسرائيلية تشير إلى حشد قوات حماس والجهاد الإسلامي في مناطق تل الهوى وصبرا والشجاعية الجنوبية. تم توجيه سكّان مدينة غزة باستخدام منشورات للانتقال إلى منطقة دير البلح بوسط غزة بحثًا عن الأمان، وهو موقع أفادت الأمم المتحدة أنه مكتظ بشدة بسبب لجوء الفلسطينيين من عدة مناطق أخرى إليه. أفاد العديد من السكان عن وقوع "انفجارات ومعارك عديدة بالأسلحة النارية" وغارات لطائرات مروحية في جنوب غرب مدينة غزة.

## الهجمات
وقُتل ما لا يقلّ عن 50 فلسطينيًا في هجمات وقعت في أنحاء مدينة غزّة ودير البلح. وشمل ذلك ثلاثة قتلى في قصف على شارع لبابيدة وستّة قتلى جرّاء غارة على منزل يقع في شارع الجلاء، وكلاهما شمال مدينة غزة. وتم انتشال طفل رضيع حيّاً من تحت أنقاض شارع الجلاء. استشهد شخص على الأقل وأصيب عدد آخر بقصف مدفعي إسرائيلي على حيّ الصبرة جنوب مدينة غزة.
تعرّض مبنى متعدد الطوابق في مخيم النصيرات للاجئين، يسكنه عائلة فريح، لهجوم جوي إسرائيلي في صباح يوم 9 يوليو/تموز، ممّا تسبّب في مقتل سبعة عشر شخصًا، من بينهم أربعة عشر طفلاً، ومطالبة الجيران بمساعدة المستجيبين الأوائل في البحث عن الناجين والضحايا وانتشالهم. كما تمّ قصف مدرسة تديرها الأونروا في النصيرات، مما أدى إلى إصابة عدد من الفلسطينيين. وأصاب هجوم آخر في مخيّم البريج للاجئين مجموعة من المدنيّين وأدى إلى مقتل تسعة فلسطينيين على الأقل، من بينهم خمسة أطفال على الأقل. وذكر شهود عيان أن أغلب الضحايا أطفال كانوا يلعبون في أحد الشوارع القريبة من دوار أبو رصاص.

## ما بعد الحادث
واستقبل المستشفى الأهلي العربي أكثر من 80 جريحًا فلسطينيًا وستّة عشر جثة، العديد منهم احتاجوا إلى جراحة فورية ويعانون من إصابات ناجمة عن طلقات نارية في الرأس، وتتطلب رعاية مكثفة. وتعرقل علاج الجرحى بسبب النّقص الحادّ في الوقود والإمدادات الطبية في المستشفى، فضلا عن الزيادة المفاجئة في عدد المرضى الذين تطلبوا امتلاء "كل ركن" من المستشفى بالمرضى. ونصف المتوفين الذين استقبلهم المستشفى هم من النساء والأطفال.
وصرّح المتحدّث باسم الدفاع المدني محمود بصل أنه تم إرسال المستجيبين الأوائل إلى عدة منازل تعرّضت للقصف في يافا بمدينة غزة، حيث أفاد المستجيبون الأوائل بعدم تمكّنهم من انتشال العديد من الضحايا و"عشرات الجثث" الملقاة على الأرض.
وجاء في تقرير للجيش الإسرائيلي أنه "قضى على عشرات الإرهابيين وعثر على العديد من الأسلحة" في مدينة غزة، ويعتزم مواصلة الغارات البرّية والأنفاق في حي الشجاعية. ومع ذلك، اضطرّت إسرائيل إلى الانسحاب في 12 يوليو/تموز من مناطق مدينة غزة التي احتلتها، على الرغم من استمرار بعض القناصة في السيطرة على الأراضي المرتفعة.
أفاد الهلال الأحمر الفلسطيني بعدم تمكنه من الوصول إلى مواقع عدة نداءات طوارئ في مدينة غزة بسبب النزاع والقصف المكثف.

## ردود أفعال
افترض المحلل السياسي لشؤون الشرق الأوسط معين ربّاني أنّ تزايد وتيرة وشدة الهجمات على مدينة غزة ووسط غزة قام بها الجيش الإسرائيلي كوسيلة ضمنية لتقليل فرص التوصّل إلى اتّفاق وقف إطلاق نار كامل مع حماس، فضلا عن التوصل إلى اتفاق وسيلة للتنفيس عن غضبهم لعدم قدرتهم على استهداف حماس وقادة الميليشيات الأخرى ضد المدنيين. وشدّد على أن أي محاولات من جانب الولايات المتحدة لتنظيم اتفاق لوقف إطلاق النار يتمّ تقويضها باستمرار من خلال توفير وتمكين الهجمات الإسرائيلية على السّكان المدنيين.
ووصف الصّحفي وزميل الجامعة الأمريكية في بيروت رامي خوري الهجمات الإسرائيلية المتزايدة على المواقع المدنية بأنّها "استراتيجية فاشلة" تم استخدامها منذ بداية الحرب لعزل المدنيين وجعل جهود المقاومة تبدو غير مجدية كوسيلة للدفع نحو الاستسلام.